# Seznam poslancev 3. državnega zbora Republike Slovenije
Seznam članov tretjega Državnega zbora Republike Slovenije.

## Liberalna demokracija Slovenije
- vodja: Anton Anderlič (od 21. novembra 2000)

1. Anton Anderlič
2. Jože Avšič
3. Richard Beuermann (namesto Janeza Kopača)[1]
4. Geza Džuban
5. Slavko Gaber
6. Mitja Gaspari
7. Mario Gasparini (namesto Lucije Čok)[1]
8. Andrej Gerenčer
9. Ljubo Germič
10. Zoran Gračner
11. Roman Jakič (namesto Igorja Bavčarja)[1]
12. Branko Janc
13. Miran Jerič
14. Jelko Kacin
15. Blaž Kavčič
16. Jožef Kavtičnik
17. Milan Kopušar
18. Leopold Kremžar
19. Maksimiljan Lavrinc
20. Lidija Majnik
21. Dorijan Maršič
22. Aleksander Merlo (namesto Dimitrija Rupla)[1]
23. Rudolf Moge
24. Anton Partljič
25. Irma Pavlinič Krebs
26. Ciril Pucko
27. Majda Širca
28. Jožef Školč (namesto Antona Ropa)[1]
29. Jožef Špindler
30. Borut Šuklje
31. Matjaž Švagan
32. Davorin Terčon
33. Dušan Vučko
34. Cvetka Zalokar Oražem

## Socialdemokratska stranka Slovenije
- vodja: Janez Janša

1. Mihael Brejc
2. Janez Cimperman
3. France Cukjati
4. Franc Čebulj
5. Janez Janša
6. Jožef Jerovšek
7. Branko Kelemina
8. Rudolf Petan
9. Franc Pukšič
10. Pavel Rupar
11. Franc Sušnik
12. Jože Tanko
13. Andrej Vizjak
14. Bogomir Zamernik

## Združena lista socialnih demokratov
- vodja: Miran Potrč

1. Samo Bevk
2. Silva Črnugelj
3. Leopold Grošelj
4. Franc Horvat
5. Aurelio Juri
6. Bojan Kontič
7. Borut Pahor
8. Majda Potrata
9. Miran Potrč
10. Danica Simšič
11. Janko Veber

## SLS + SKD
- vodja: Janez Podobnik

1. Ivan Božič
2. Stanislav Brenčič
3. Andrej Fabjan
4. Franc Kangler
5. Janez Kramberger
6. Jurij Malovrh
7. Janez Podobnik
8. Franc Rokavec
9. Vili Trofenik

## Nova Slovenija
- vodja: Andrej Bajuk

1. Andrej Bajuk
2. Jožef Bernik
3. Janez Drobnič
4. Ivan Mamić
5. Alojz Peterle
6. Alojz Sok
7. Marija Ana Tisovic
8. Majda Zupan

## Demokratična stranka upokojencev Slovenije
- vodja: Ivan Kebrič (od 21. novembra 2000)

1. Vojko Čeligoj
2. Anton Delak
3. Ivan Kebrič
4. Valentin Pohorec

## Slovenska nacionalna stranka
- vodja: Zmago Jelinčič

1. Sonja Areh Lavrič
2. Bogdan Barovič
3. Zmago Jelinčič
4. Sašo Peče

## Stranka mladih Slovenije
- vodja: Peter Levič (od 1. marca 2001

1. Marko Diaci
2. Peter Levič
3. Igor Štemberger
4. Bogomir Vnučec

## Poslanca narodnih skupnosti
1. Roberto Battelli (italijanska narodna skupnost v Sloveniji)
2. Maria Pozsonec (madžarska narodna skupnost v Sloveniji)